# I. Lúcia tripoliszi grófnő
I. Lúcia (Luca) (Antiochia, 1265 körül – 1299. június 29. /körül/), franciául: Lucie d'Antioche, olaszul: Lucia d'Antiochia, arabul: لوسيا كونتيسة طرابلس, örményül: Լյուսի, Տրիպոլիի կոմսուհի, latinul: Lucia Antiochiae, születése jogán antiochiai hercegnő és tripoliszi grófnő, öröksége révén Antiochia címzetes uralkodó hercegnője és Tripolisz uralkodó grófnője. I. Izabella és I. Hetum örmény királyok anyai unokája és Antiochiai Mária thébai úrnő nővére. Nevét az apai nagyanyja, Caccamo-Segni Lúcia antiochiai hercegné, Segni grófnője után kapta, aki III. Ince pápa nagyunokahúga volt. A Poitiers-ház uralkodója.

## Élete
VI. Bohemond (1237–1275) antiochiai herceg (fejedelem) és Szibilla (1240 körül–1290) örmény királyi hercegnő lánya. Kislány volt még, mikor 1268-ban az egyiptomi seregek elfoglalták az Antiochiai Hercegséget. Az uralkodócsalád ekkor a szomszédos Tripoliszi Grófság székhelyén, Tripoliszban rendezkedett be, mivel 1187 óta az antiochiai hercegek a Tripolisz grófja címét is viselték. 1278 körül feleségül ment II./IV. (Toucy) Narjot-hoz, Toucy Fülöpnek (1220 körül–1277), a Konstantinápolyi Latin Császárság régensének (ur.: 1245–1247) elsőszülött fiához. 
A Konstantinápolyi Latin Császárság 1261-es bukása után Fülöp követte császárát, II. Baldvint Franciaországba, majd Anjou Károly francia királyi herceget követte a pápa által ráruházott, majd a franciák által elfoglalt és megszállt Szicíliai Királyságba, ahol Fülöp lett a királyság tengernagya, mely tisztséget fia, Narjot is örökölt, és a Tarantói Hercegségben Laterza uradalmát igazgatta. Lúcia itt élt férjével, és egy fiuk is született, Fülöp. 1287. október 19-én azonban bátyja, VII. Bohemond (1260/62–1287) gyermektelenül meghalt, és Lúcia megörökölte a Tripoliszi Grófságot és az antiochiai hercegi címet. Lúcia ekkor a Nápolyi (Szicíliai) Királyságban tartózkodott, így VII. Bohemond és Lucia anyjának, Szibilla özvegy hercegnének ajánlották fel a kormányzást, aki már fia kiskorúsága idején is vitte a kormányrudat, de nézeteltérés alakult ki a hercegné és a város vezetése között, ezért Szibilla lemondott a hatalomról, és hazájába, Örményországba távozott. Lúcia 1288 elején a férjével hajón a Jeruzsálemi Királyság fővárosába, Akkonba érkezett. A Tripoliszi Grófság vezetése azonban megosztott volt Lucia örökségének és hatalmának elismerése ügyében, de végül az örökös grófnő 1288. április 26-án bevonulhatott Tripoli városába, és átvette az országa vezetését. Az egyiptomi szultán viszont kihasználta a városban kialakult ellentéteket, és 1289. elején megtámadta Tripoliszt. Lúcia épp egy évnyi uralkodás után kénytelen volt átengedni grófságát Al-Manszúr Kaláún egyiptomi szultánnak 1289. április 26-án, a trónfosztott uralkodónő pedig Ciprusra menekült, ahol főhűbérura, a jeruzsálemi király, II. Henrik mint Ciprus királya uralkodott. Lúcia ezután visszatért a Nápolyi Királyságba. Két évvel később, 1291-ben a Jeruzsálemi Királyság is végleg elesett. Férje, Narjot 1293-ban meghalt, Lúcia nem ment többé férjhez, és egyetlen fiukat, Fülöpöt 1299-ben eljegyezte II. Károly nápolyi király lányával, Eleonóra hercegnővel, de Lúcia még ugyanebben az évben, 1299. június 29-én (vagy ekörül) meghalt, fia pedig megörökölte anyjától az antiochiai hercegi címét. Kiskorú fiának eljegyzését azonban 1300. január 17-én VIII. Bonifác pápa a felek kiskorúságának indokával felbontotta. Fülöp herceget ekkor említették utoljára, további sorsáról nincs dokumentum, feltehetőleg még gyermekkorában meghalt. Menyasszonya, Eleonóra hercegnő 1303-ban feleségül ment II. Frigyes szicíliai királyhoz.

## Gyermeke
- Férjétől, II. Narjot de Toucytól (1250 körül–1293. augusztus 8./szeptember 16.), Laterza urától, Morea és Durazzo főkapitányától, a Szicíliai (Nápolyi) Királyság tengernagyától, 1 fiú:
  - Fülöp  (1285 körül – 1300. január 17. után) címzetes antiochiai herceg, jegyese Anjou Eleonóra (1289–1341) nápolyi királyi hercegnő, II. Károly nápolyi király és Árpád-házi Mária magyar királyi hercegnő lánya, később feleségül ment II. Frigyes szicíliai királyhoz.